# Foncine-le-Haut
Pour la station de sports d'hiver, voir Foncine-le-Haut (station de sports d'hiver).
Foncine-le-Haut est une commune française située dans le département du Jura, la région culturelle et historique de Franche-Comté et la région administrative Bourgogne-Franche-Comté.
Elle fait partie de la communauté de communes Champagnole Nozeroy Jura.

## Géographie

### Localisation
Foncine-le-Haut et Foncine-le-Bas sont deux communes du Jura.
Foncine-le-Haut (860 m d’altitude) compte à peine plus de 1 000 habitants, ce qui en fait un centre relativement important dans ce secteur un peu en retrait. Foncine-le-Bas en compte 300. Elles sont distantes de quatre kilomètres et sont séparées par la Saine, affluent de l'Ain.
La commune est à 3,9 km de Châtelblanc, 4,5 de Foncine-le-Bas, 57 de Lons-le-Saunier, 77 de Genève, 82 km de Lausanne et 91 de Besançon.

### Communes limitrophes
| Les Chalesmes            | Bief-des-Maisons | Arsure-Arsurette  |
| Les Planches-en-Montagne | Foncine-le-Haut  | Châtelblanc       |
| Foncine-le-Bas           |                  | Chapelle-des-Bois |

### Géologie et relief
Le village de montagne situé dans le Parc naturel régional du Haut-Jura, créé le 21 avril 1986 et regroupant cent communes sur une superficie de 178 000 hectares.
Foncine-le-Haut site bénéficie également du site classé de la haute-vallée de la Saine.

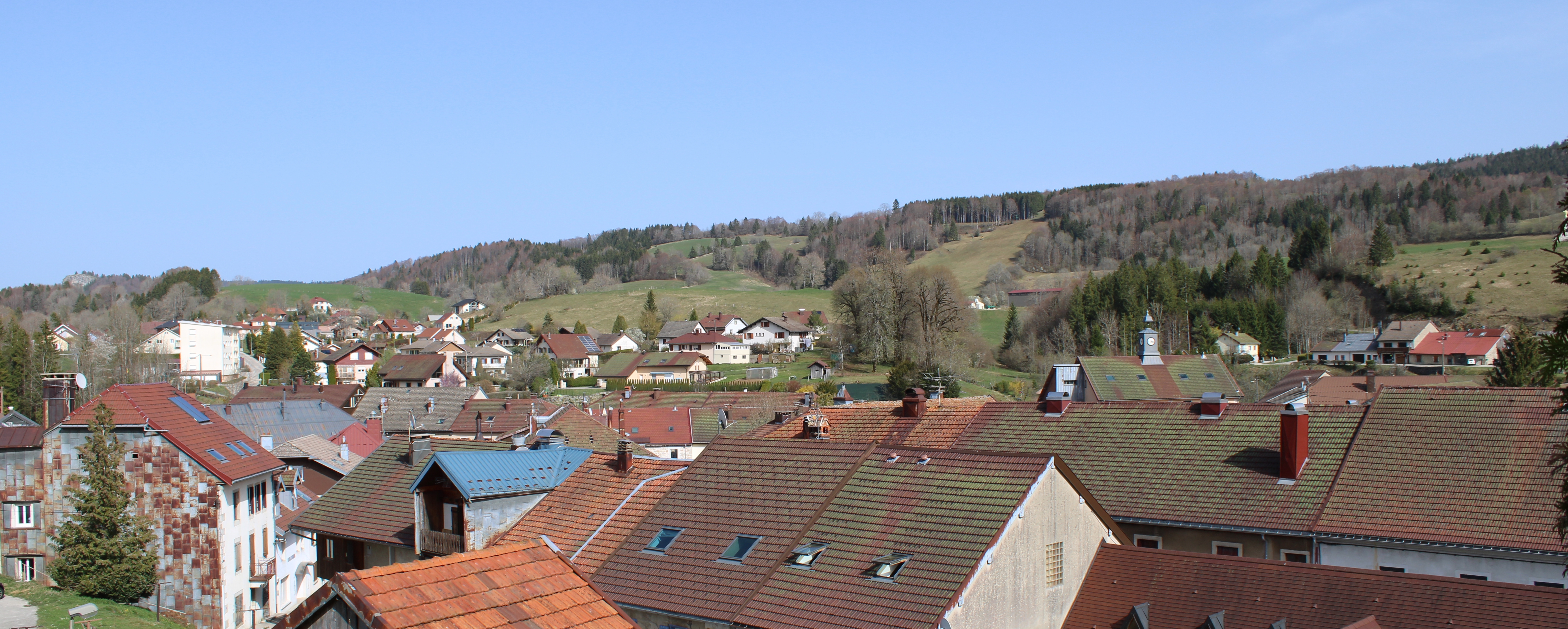
Panorama du village depuis les hauteurs de l'église.

Le site de la haute vallée de la Saine s’inscrit en effet sur le territoire des quatre communes de Chaux-des-Crotenay, Les Planches-en-Montagne, Foncine-le-Bas et Foncine-le-Haut.

### Sismicité
La commune est située dans une zone à risque sismique 3 modérée (Arrêté DDT 2011-318).

### Hydrographie et les eaux souterraines
Cours d'eau sur la commune ou à son aval :
- rivière la Saine ;
- bief brideau[5] ;
- ruisseau la sainette[6] ;
- ruisseau de Poutin ;
- ruisseau d'Entre Côtes.

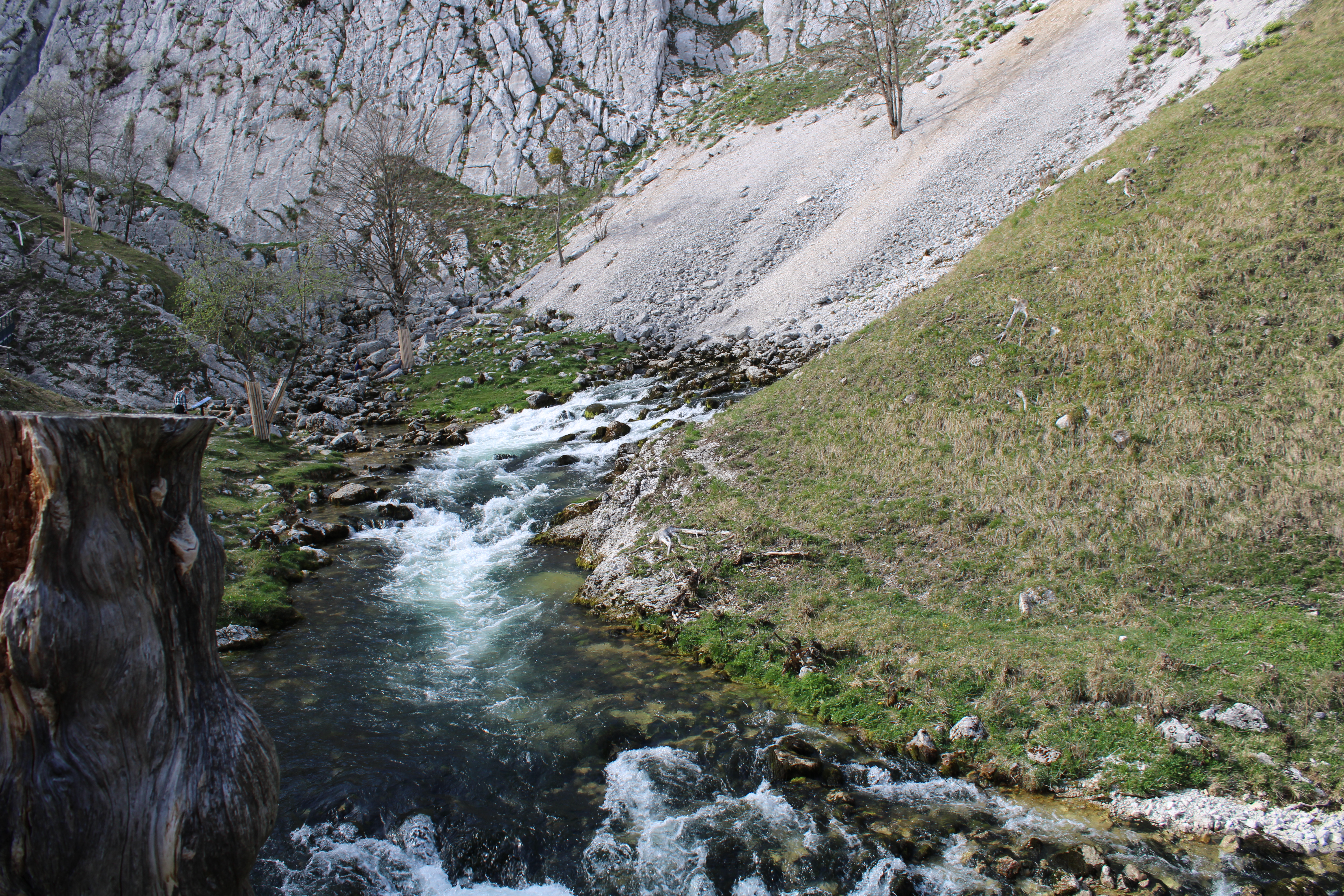
La source de la Saine.

La commune dispose d'une station  d'épuration de 1062 Équivalent-habitants,.

### Climat
Pour des articles plus généraux, voir Climat de la Bourgogne-Franche-Comté et Climat du département du Jura.
En 2010, le climat de la commune est de type climat de montagne, selon une étude du Centre national de la recherche scientifique s'appuyant sur une série de données couvrant la période 1971-2000. En 2020, Météo-France publie une typologie des climats de la France métropolitaine dans laquelle la commune est exposée à un climat de montagne ou de marges de montagne et est dans la région climatique  Jura, caractérisée par une forte pluviométrie en toutes saisons (1 000 à 1 500 mm/an), des hivers rigoureux et un ensoleillement médiocre. 
Pour la période 1971-2000, la température annuelle moyenne est de 7,3 °C, avec une amplitude thermique annuelle de 16,4 °C. Le cumul annuel moyen de précipitations est de 1 800 mm, avec 13,9 jours de précipitations en janvier et 11 jours en juillet. Pour la période 1991-2020, la température moyenne annuelle observée sur la station météorologique de Météo-France la plus proche, « Cerniébaud », sur la commune de Cerniébaud à 9 km à vol d'oiseau, est de 7,9 °C et le cumul annuel moyen de précipitations est de 1 786,6 mm. 
La température maximale relevée sur cette station est de 35 °C, atteinte le 25 juillet 2019 ; la température minimale est de −26,5 °C, atteinte le 12 janvier 1987,,. 
Les paramètres climatiques de la commune ont été estimés pour le milieu du siècle (2041-2070) selon différents scénarios d'émission de gaz à effet de serre à partir des nouvelles projections climatiques de référence DRIAS-2020. Ils sont consultables sur un site dédié publié par Météo-France en novembre 2022.

### Voies de communications et transports
Un Schéma stratégique des déplacements et transports a été établi.

#### Voies routières
La commune est desservie par la route départementale 437 (De Pontarlier à Saint-Laurent-en-Grandvaux).

#### Transports en commun
La commune est desservie par la Régie départementale des transports du Jura.
La Région Bourgogne-Franche-Comté assure la gratuité du transport scolaire et un service de transports à la demande dans chaque communauté de communes.

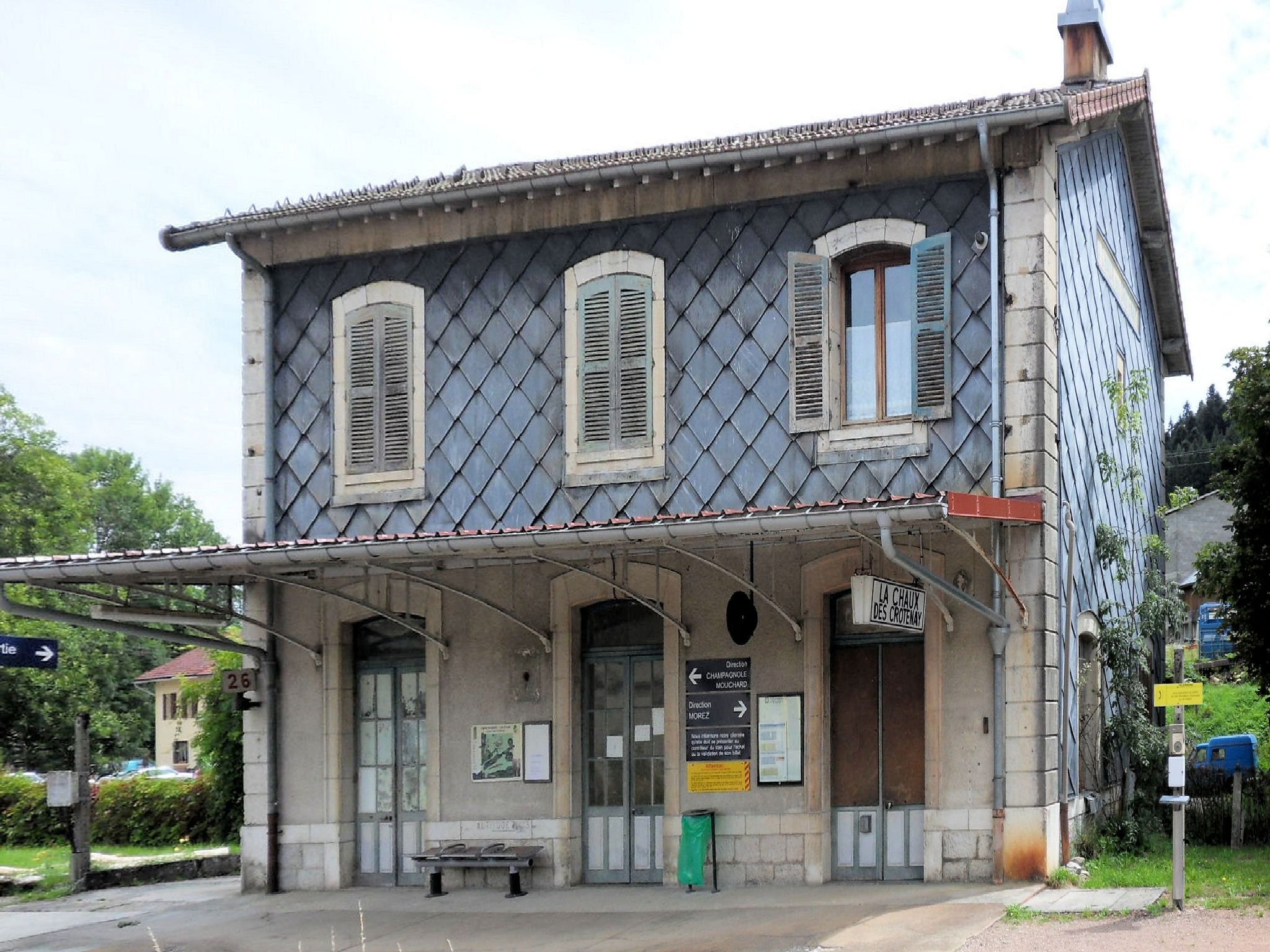
Gare de La Chaux-des-Crotenay.

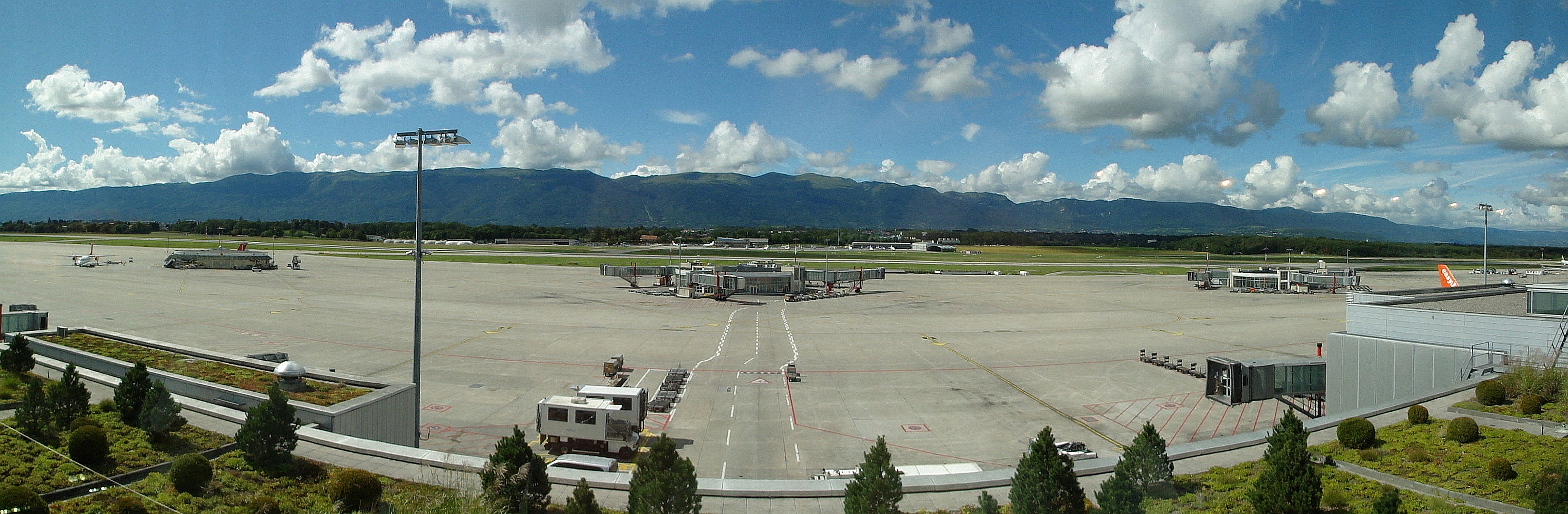
Tarmac de l'aéroport international de Genève et massif du Jura.

##### Société nationale des chemins de fer français(SNCF)
Autrefois, un petit train, appelé tram, assurait la liaison, avec Clairvaux-les-Lacs.
La Gare de La Chaux-des-Crotenay se trouve à 12 km de Foncine-le-Haut.
La Gare de Frasne (TGV) est à 30 km.

##### Transports aériens
Aéroports et aérodromes les plus proches :
- L'Aéroport international de Genève[22] à 77 km.
- L'Aéroport de Dole-Jura à 90 km.
- L'Aérodrome d'Annemasse à 105 km.

## Urbanisme

### Typologie
Au 1er janvier 2024, Foncine-le-Haut est catégorisée bourg rural, selon la nouvelle grille communale de densité à sept niveaux définie par l'INSEE en 2022.
Elle est située hors unité urbaine et hors attraction des villes,.

## Histoire
La commune a connu deux changements de nom : 1793 : Foncines Haut et 1801 : Foncine-le-Haut.
Au XIXe siècle, Foncine est une des communes du bassin industriel de Morez les plus actives.
De nombreux ouvriers travaillent à la fabrication d'horloges comtoises.
Les actions du maquis local ont été particulièrement vives durant la guerre 1939-1945 et la répression allemande sanglante.

### Une affaire de train
Créée en 1944 à Foncine-le-Haut dans le Jura par Georges Huard, la firme "le jouet français" va devenir Jouef quelques années plus tard. Les premières productions sont des jouets de bazar en plastique et en tôle. Ils seront fabriqués jusque dans le milieu des années 1960. En 1949, la firme Jouef propose son premier train mécanique en tôle, à qui elle doit une partie de sa réputation. En 1959 et 1960, Jouef commercialisera le jeu TRANS TRONIC qui permettra à de nombreux jeunes de s'initier aux techniques à transistors. En 1970, l'entreprise compte 1 365 salariés répartis dans dix usines. Jouef exporte dans toute l'Europe et vers les États–Unis. En 1980, Jouef victime d’une mauvaise gestion, dépose son bilan et est racheté par la firme française Joustra.

### Légende
Un cheval ailé, ou « Pégase de Foncine », est mentionné en 1854. Il assimile la cime d'une montagne proche de Foncine-le-Haut au mont Parnasse grec. De nombreux témoignages semblent avoir été relevés dans la région à l'époque : le cheval apparaissait plus volontiers au crépuscule, « l'heure de toutes les apparitions merveilleuses », et de nombreux bergers affirment avoir eu le plaisir de voir « cet élégant coursier » blanc paître aux sources de la Saine, puis s'envoler avec « une admirable légèreté » vers la cime de la montagne sacrée, ce qui les a envahis d'une émotion indéfinissable. Le maire de Foncine-le-Haut lui-même attestait que ce cheval était très connu à l'époque. Par ailleurs, la source près de laquelle il apparaissait était réputée pour ses vertus guérisseuses depuis l'époque celtique, et une légende raconte qu'une fille s'est précipité un jour dans le gouffre où les eaux de la Saine prennent source, pour ne plus jamais reparaître. Il pourrait s'agir d'une nymphe ou d'une fée condamnée par le christianisme à ne plus jamais se montrer à ses adorateurs.
La source de la légende est vraisemblablement gauloise, car les deux villages de Foncine « abondent en traditions et en usages antiques et curieux ». Toutefois, l'origine de l'image du « cheval ailé au sommet d'une montagne » est clairement grecque, et étroitement liée au fameux mythe de Pégase.

## Politique et administration
| Période                                  | Période  | Identité          | Étiquette | Qualité |
| ---------------------------------------- | -------- | ----------------- | --------- | --- |
| Les données manquantes sont à compléter. |          |                   |           | |
| 1971                                     | 1983     | Raymond Bourgeois | DVD       | |
| 1983                                     | 2020     | Gilbert Blondeau  | UMP-LR    | Retraité Conseiller général du Canton des Planches-en-Montagne (1998-2015) puis conseiller départemental du Canton de Saint-Laurent-en-Grandvaux (depuis 2015) |
| 2020                                     | En cours | Geneviève Moreau  | SE        | |

### Budget et fiscalité 2022

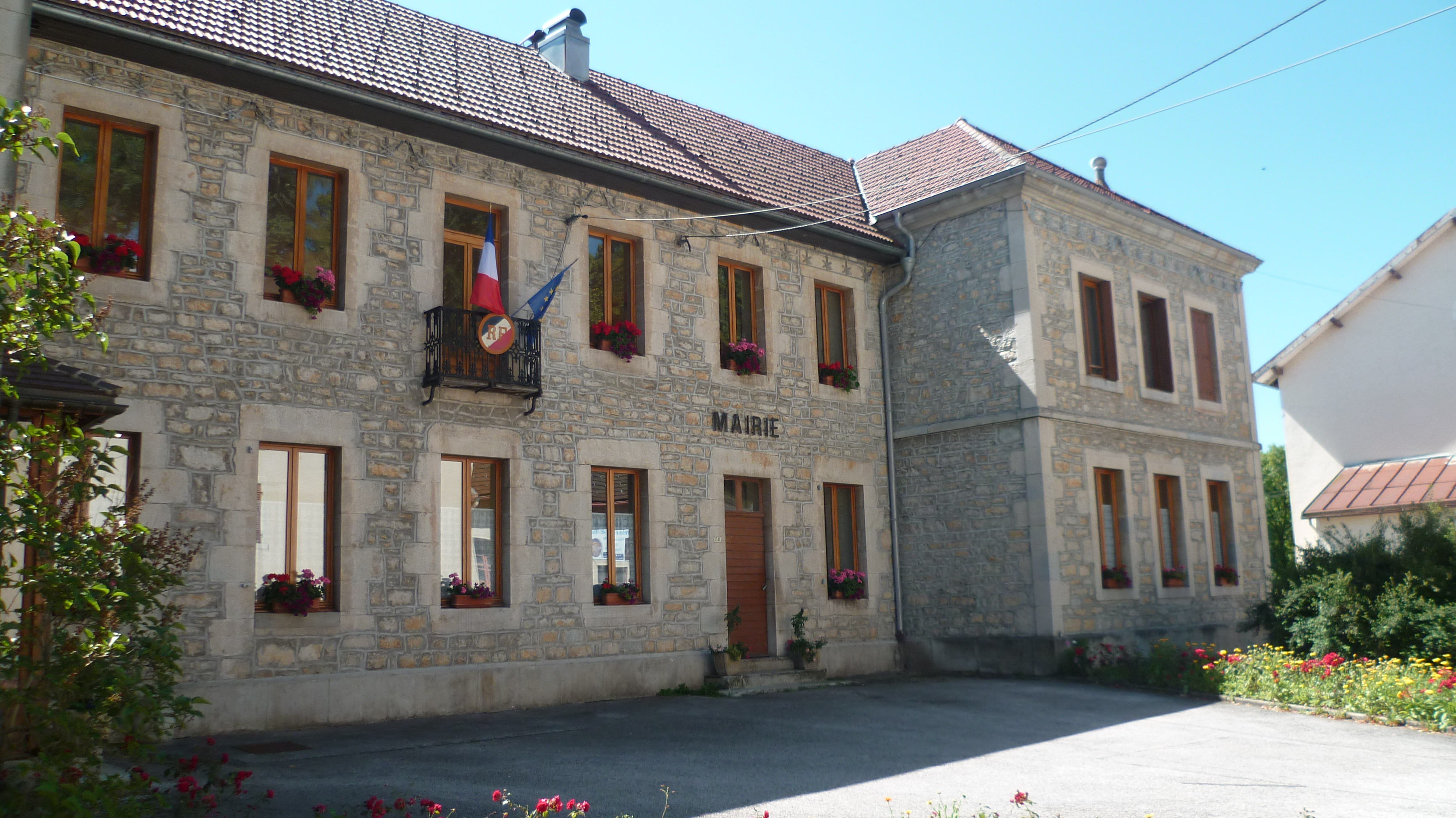
Mairie de Foncine-le-Haut en 2012.

En 2022, le budget de la commune était constitué ainsi :
- total des produits de fonctionnement : 2 075 000 €, soit 1 871 € par habitant ;
- total des charges de fonctionnement : 1 243 000 €, soit 1 121 € par habitant ;
- total des ressources d'investissement : 1 196 000 €, soit 1 079 € par habitant ;
- total des emplois d'investissement : 1 613 000 €, soit 1 454 € par habitant ;
- endettement : 2 350 000 €, soit 2 119 € par habitant[34].

Avec les taux de fiscalité suivants :
- taxe d'habitation : 11,05 % ;
- taxe foncière sur les propriétés bâties : 50,00 % ;
- taxe foncière sur les propriétés non bâties : 65,94 % ;
- taxe additionnelle à la taxe foncière sur les propriétés non bâties : 0,00 % ;
- cotisation foncière des entreprises : 0,00 %.

Chiffres clés Revenus et pauvreté des ménages en 2020 : médiane en 2020 du revenu disponible, par unité de consommation : 26 880 €.

### Intercommunalité
Foncine-le-Haut est membre de la nouvelle communauté de communes Champagnole Nozeroy Jura créée le 7 décembre 2016 avec effet le 1er janvier 2017.

## Population et société

### Démographie

#### Évolution démographique
L'évolution du nombre d'habitants est connue à travers les recensements de la population effectués dans la commune depuis 1800. Pour les communes de moins de 10 000 habitants, une enquête de recensement portant sur toute la population est réalisée tous les cinq ans, les populations de référence des années intermédiaires étant quant à elles estimées par interpolation ou extrapolation. Pour la commune, le premier recensement exhaustif entrant dans le cadre du nouveau dispositif a été réalisé en 2007.

En 2022, la commune comptait 1 107 habitants, en évolution de +4,93 % par rapport à 2016 (Jura : −0,81 %, France hors Mayotte : +2,11 %).
| 1800  | 1806  | 1821  | 1831  | 1836  | 1841  | 1846  | 1851  | 1856  |
| ----- | ----- | ----- | ----- | ----- | ----- | ----- | ----- | ----- |
| 1 232 | 1 866 | 1 702 | 1 609 | 1 583 | 1 546 | 1 492 | 1 517 | 1 326 |

| 1861  | 1866  | 1872  | 1876  | 1881  | 1886  | 1891  | 1896  | 1901  |
| ----- | ----- | ----- | ----- | ----- | ----- | ----- | ----- | ----- |
| 1 360 | 1 323 | 1 322 | 1 320 | 1 230 | 1 161 | 1 142 | 1 136 | 1 140 |

| 1906  | 1911  | 1921  | 1926 | 1931 | 1936 | 1946 | 1954 | 1962 |
| ----- | ----- | ----- | ---- | ---- | ---- | ---- | ---- | ---- |
| 1 050 | 1 088 | 1 014 | 857  | 840  | 724  | 672  | 723  | 728  |

| 1968 | 1975 | 1982 | 1990 | 1999 | 2006  | 2007  | 2012  | 2017  |
| ---- | ---- | ---- | ---- | ---- | ----- | ----- | ----- | ----- |
| 785  | 710  | 773  | 855  | 945  | 1 014 | 1 024 | 1 017 | 1 063 |

| 2022  | - | - | - | - | - | - | - | - |
| ----- | - | - | - | - | - | - | - | - |
| 1 107 | - | - | - | - | - | - | - | - |

### Enseignement
La commune dépend de l'académie de Besançon (Rectorat de Besançon) et les écoles primaires de la commune dépendent de l'Inspection académique du Jura.
Établissements scolaires proches :
- Écoles maternelles et primaire[41].
- Collèges à Mouthe, Saint-Laurent-en-Grandvaux, Champagnole.
- Lycées à Morbier, Champagnole, Morez.

### Santé
- Professionnels et établissements de santé[42] : Médecins, Infirmière, Ostéopathe, Pharmacie.
- Hôpitaux et cliniques[43] à Saint-Claude, Poligny, Dole, Lons-le-Saunier[44], Pontarlier.

### Cultes
- Paroisse catholique Les Foncines[45], Diocèse de Saint-Claude. Doyenné : Doyenné de Champagnole[46].

### Réseau associatif
- 21 associations contribuent à l'animation et la vie du village[47].

## Économie

### Entreprises et commerces

#### Agriculture
- Fruitière à comté[48].
- Agriculteurs[49], éleveurs[50].
- Fromagerie dite chalet du Centre[51].

#### Tourisme

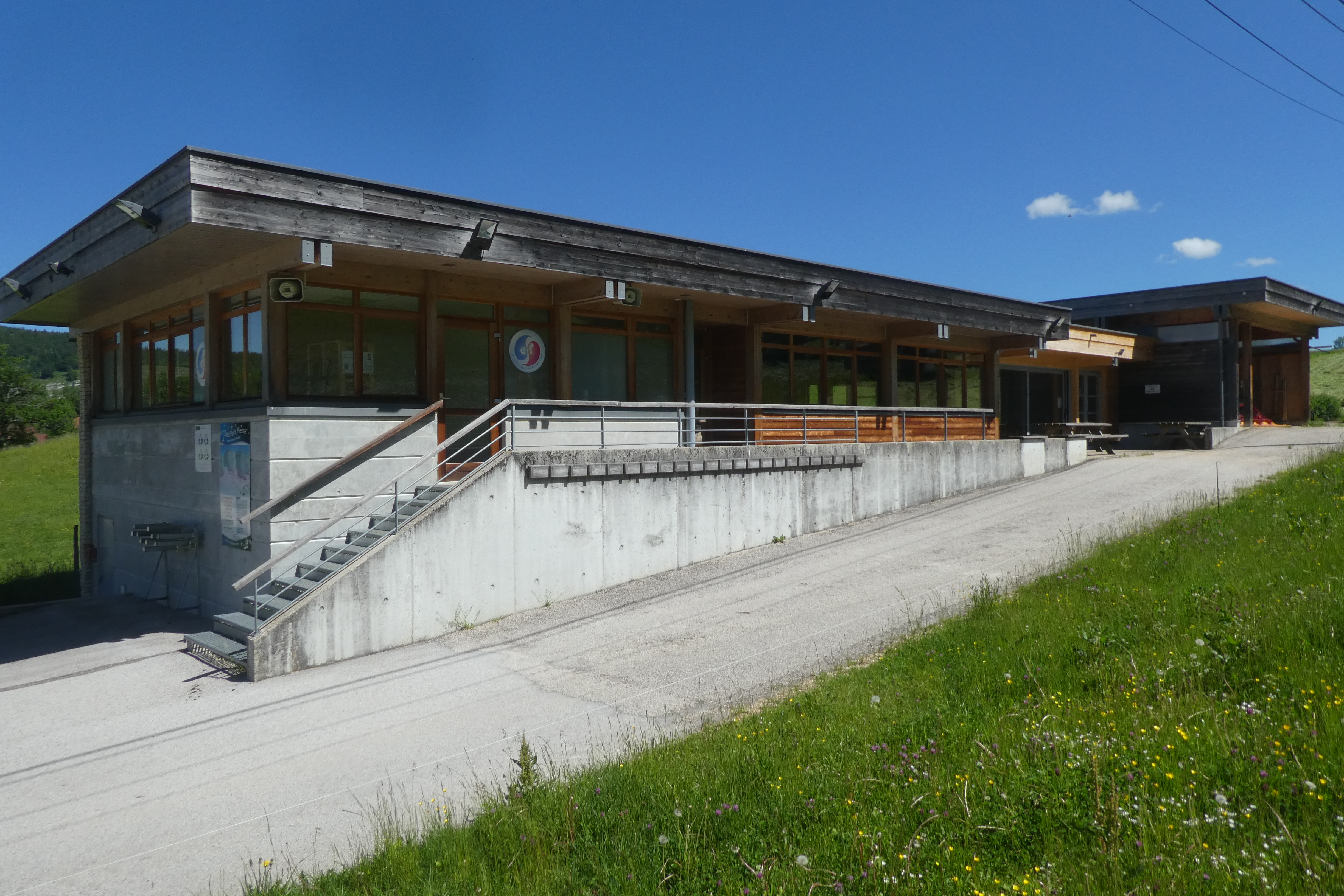
Station de ski de Foncine-le-Haut.

- La commune accueille sur son territoire[52] :

une station de sports d'hiver (Pistes de ski de fond),,
un camping,
hôtels,
gîtes et chambres d'hôtes.

#### Commerces et artisanat
- Le village dispose de commerces et artisanat[58] de proximité.
- Activités et patrimoines industriels :
  - Moulin à farine dit Moulin Choudet, usine de taille de pierre pour la joaillerie et l'industrie (usine de taille du diamant), scierie, usine de menuiserie (parqueterie), usine de boissellerie[59].
  - Usine de taille de pierre pour la joaillerie et l'industrie (usine de taille du diamant, puis usine de lapidairerie), usine de matériel d'équipement industriel[60].
  - Usine d'horlogerie Château, usine d'instruments de mesure, usine de meubles, usine de tabletterie (usine de tournerie)[61]. On retrouve la trace d'une horloge Château Frères, fabriquée à Foncine-le-Haut, au Lycée d'Altitude de Briançon[62],[63].

## Lieux et monuments
Patrimoine religieux :
- L'église Saint-Léger et ses 4 cloches[64]. Située dans le diocèse de Saint-Claude, elle est desservie par la paroisse Les Foncines. Le curé modérateur est le père Pierre Girod. Les curés sont les pères Arnaud Brelot et Philippe Mercier. Madame Munier, "la bonne dame", a fait des dons importants pour l'église de Foncine le Haut, dont l'orgue XIXe siècle inauguré le 8 octobre 1854[65],[66].
- Objets mobiliers :

Chaire à prêcher, classée au titre objet le 28-05-1952.
Autel et retable, inscrit au titre objet le 27-03-2017.
Tableau saint Pierre de Vérone, inscrit au titre objet le 28-03-2006.
Tableau Donation du scapulaire, inscrit au titre objet le 28-03-2006.
Tableau Sainte Famille, inscrit au titre objet le 28-03-2006.
Tableau Donation du scapulaire par la Vierge à l'Enfant, inscrit au titre objet le 29-10-2002.
Tableau Notre-Dame Libératrice, inscrit au titre objet le 21-01-2004.
Statuette-reliquaire de saint Léger, classée au titre objet le 27-10-1975.
Statue-reliquaire Vierge, inscrite au titre objet le 28-01-1980.
Statue sainte Cmouêyon, inscrite au titre objet le 01-07-1997.
Statue Christ de Pitié, inscrite au titre objet le 01-071997.
- La chapelle des ruines[78].
- Le Sacré-Cœur[79].
- La Madone[80].
- Les oratoires[81] :
  - Oratoire Saint-Joseph, 1675 inscrit sur l'inventaire supplémentaire des monuments historiques[82],[83].
  - Oratoire de Saint-Claude, au hameau de sur la Côte.
  - Oratoire de Combe-David.
- Monument aux morts[84],[85].

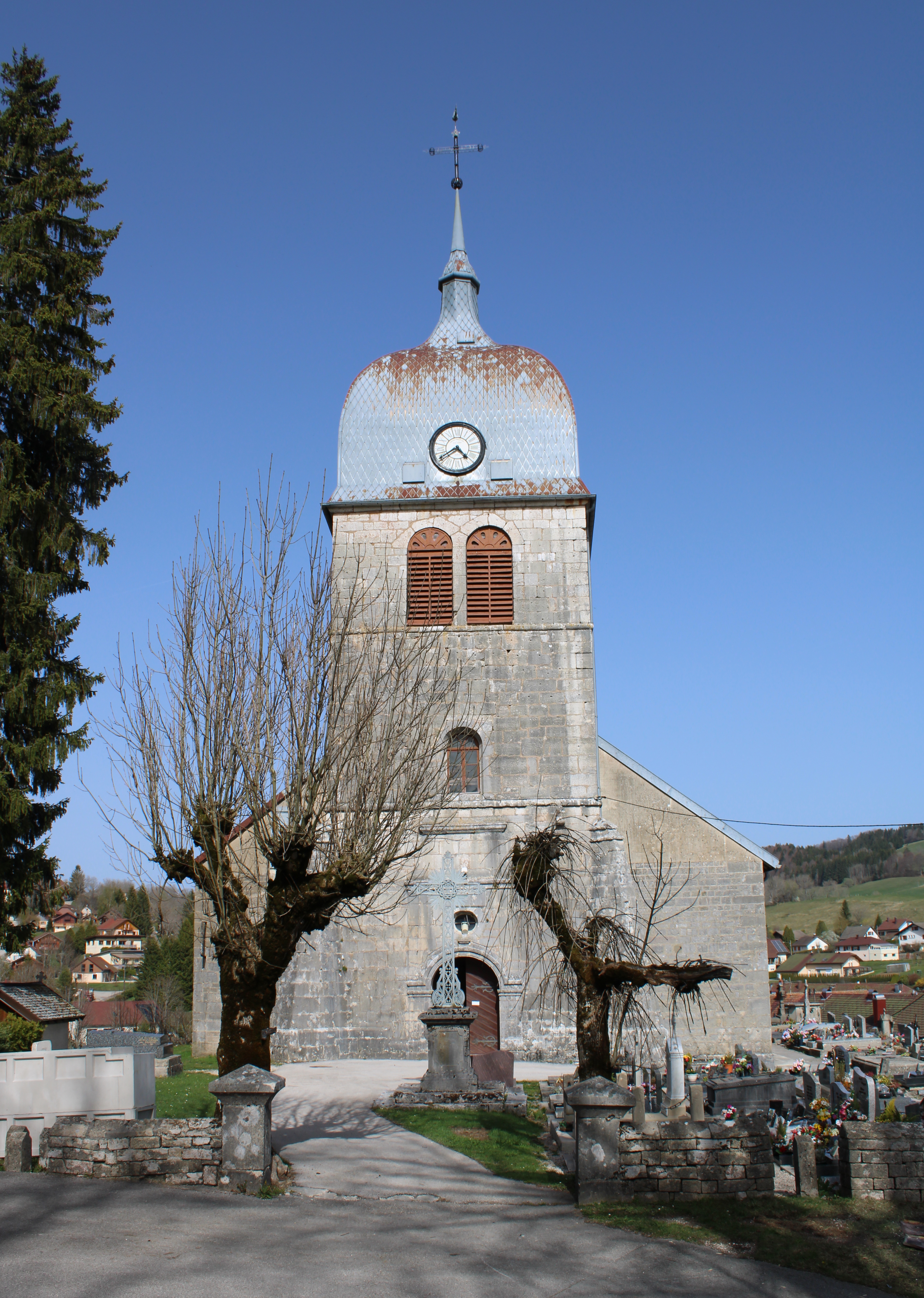
L'église Saint-Léger.
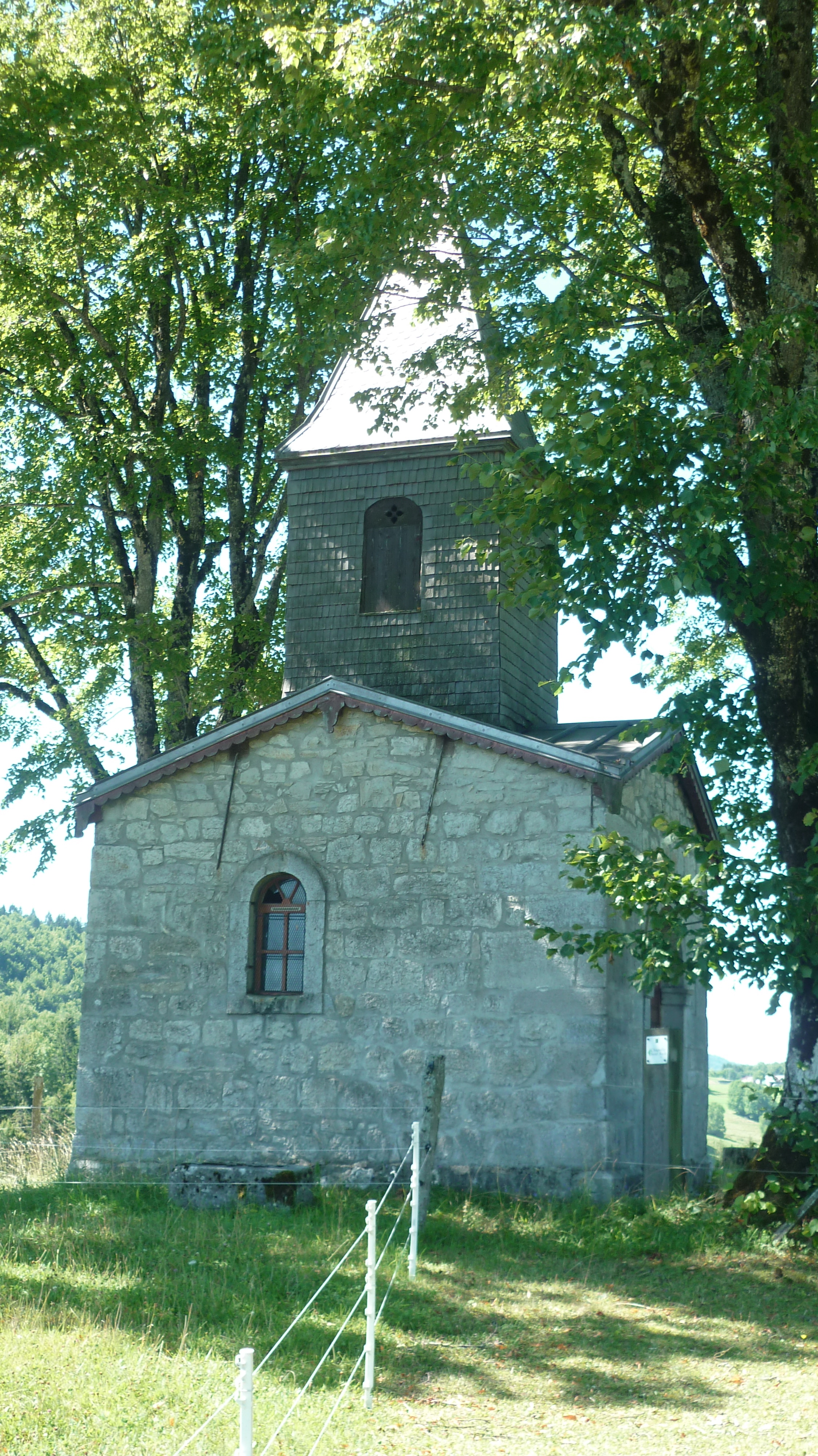
Chapelle Saint-Roch, extérieur.
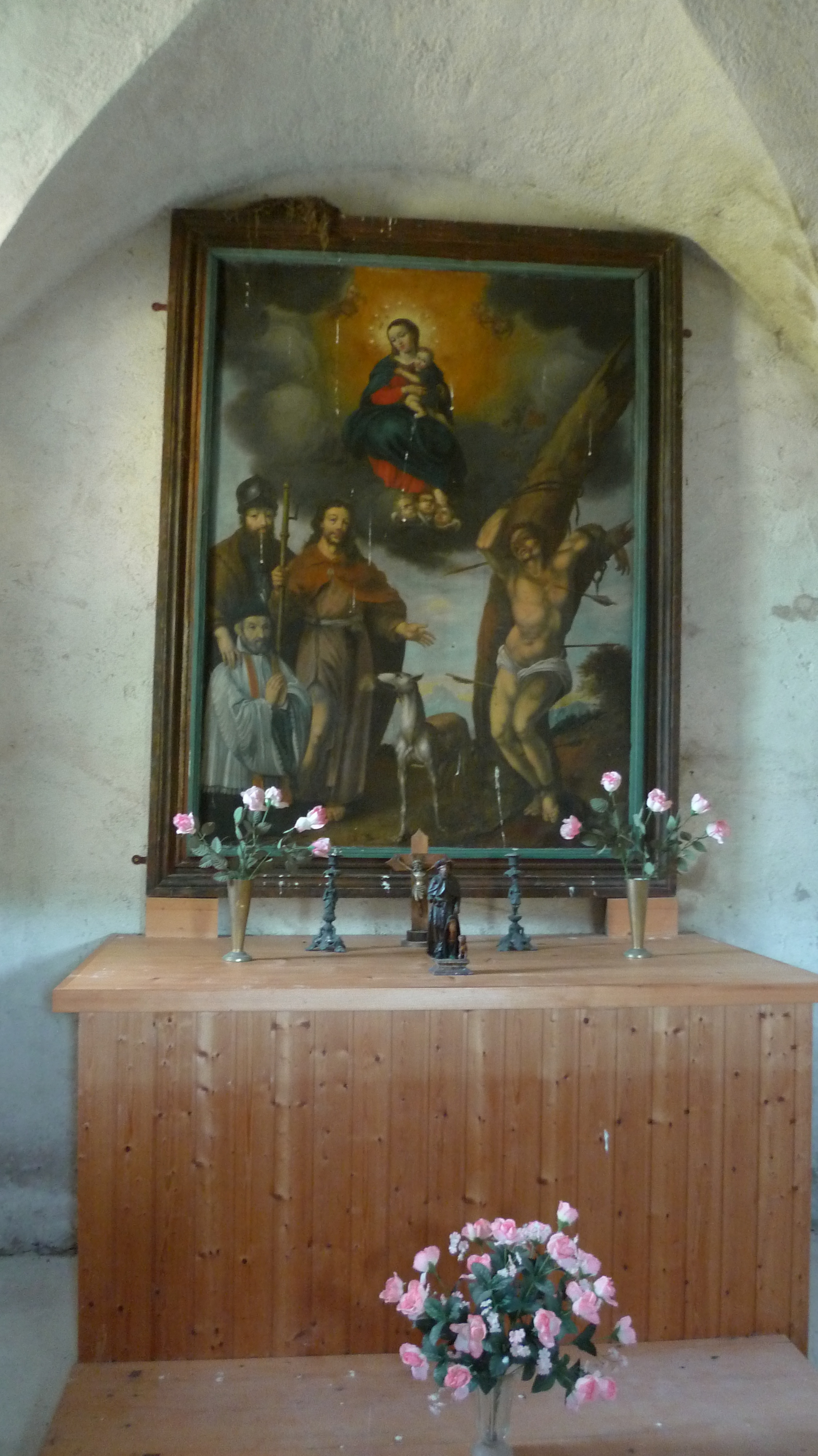
Chapelle Saint-Roch, intérieur.
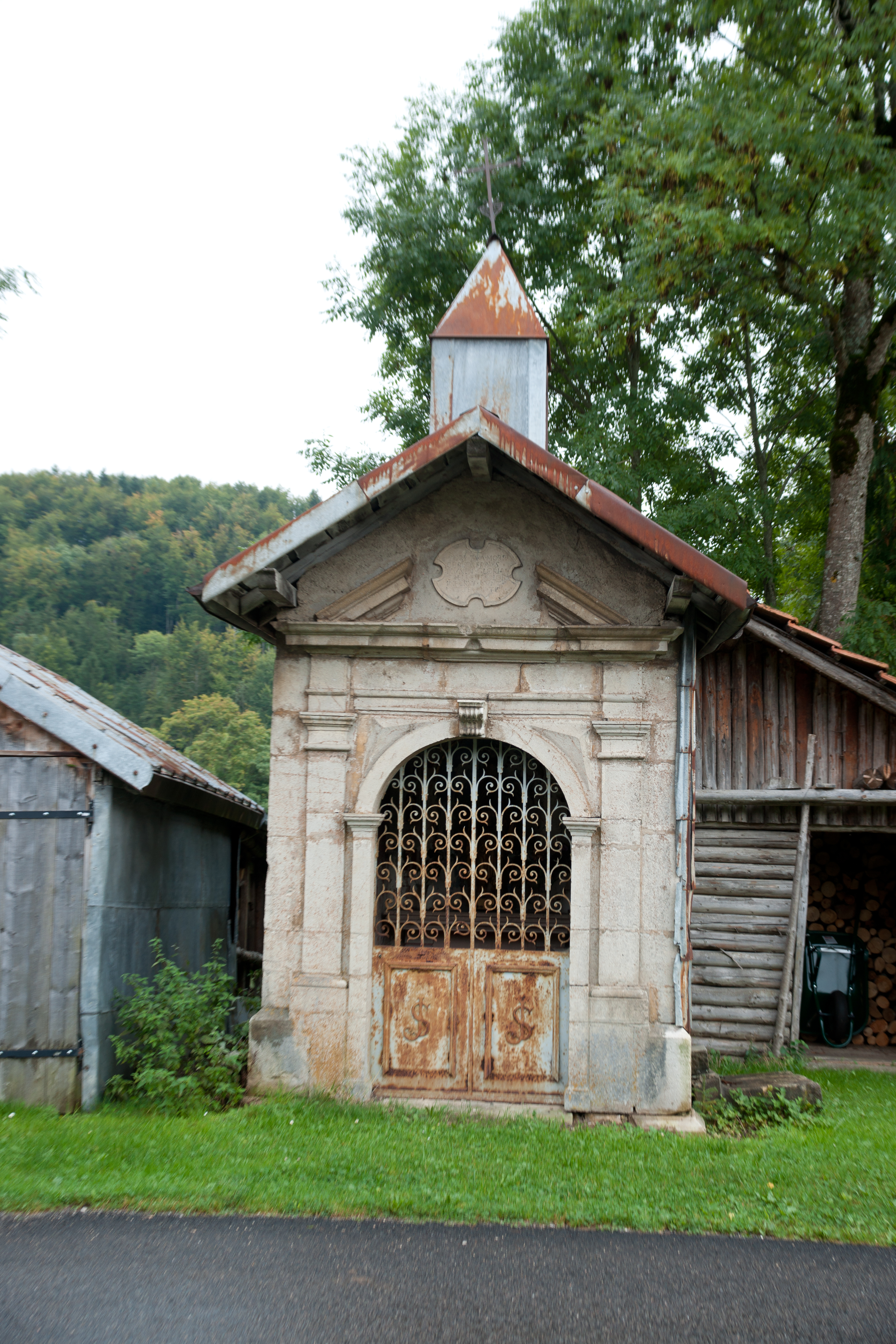
Oratoire Saint-Joseph.

Patrimoine naturel :
- Source de la Saine (La Baume)[86].
- La roche fendue[87].
- Sentier botanique[88].
- Le creux maldru[89].
- Le bief de la ruine[90].

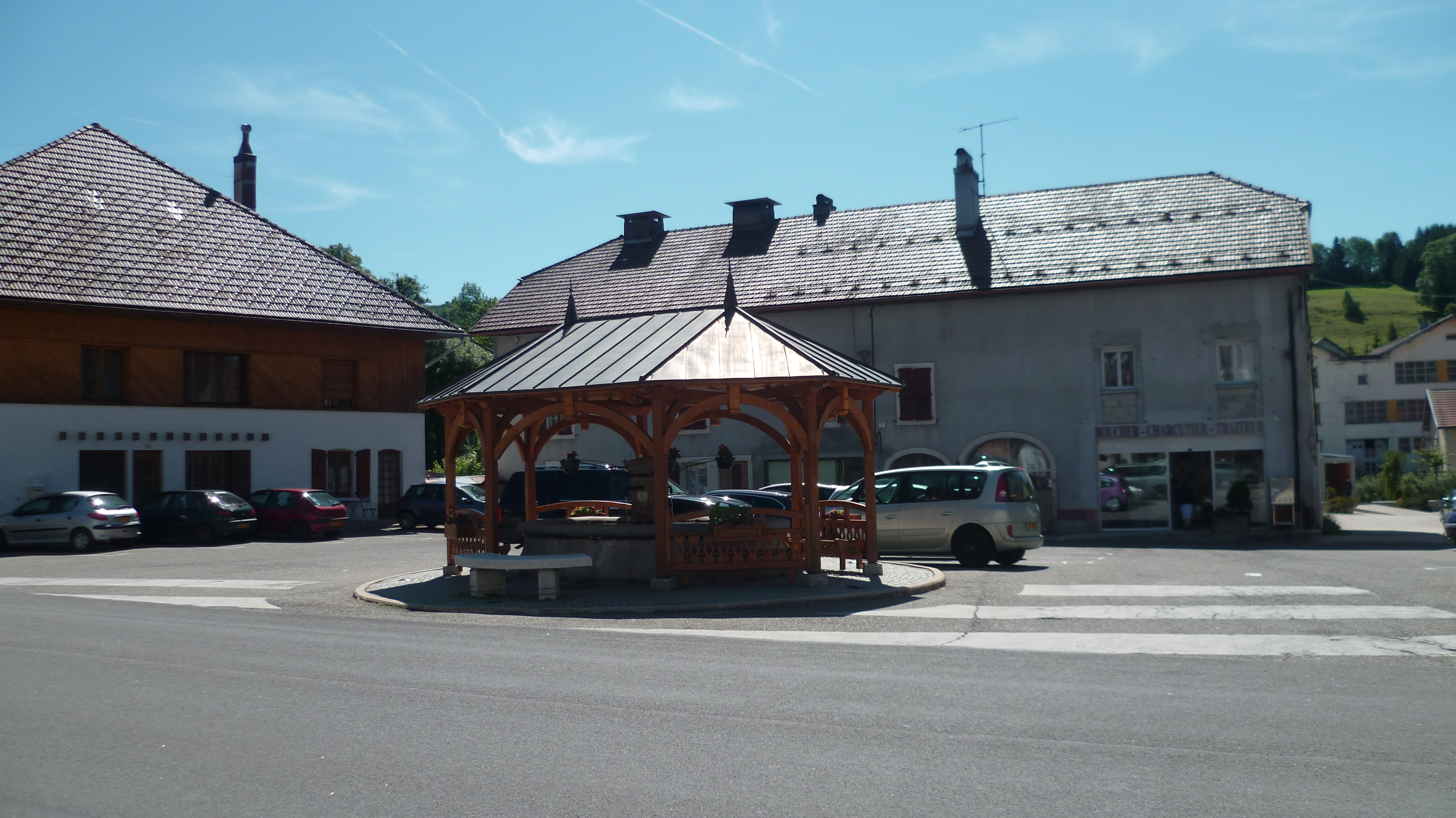
Le kiosque de Foncine-le-Haut.
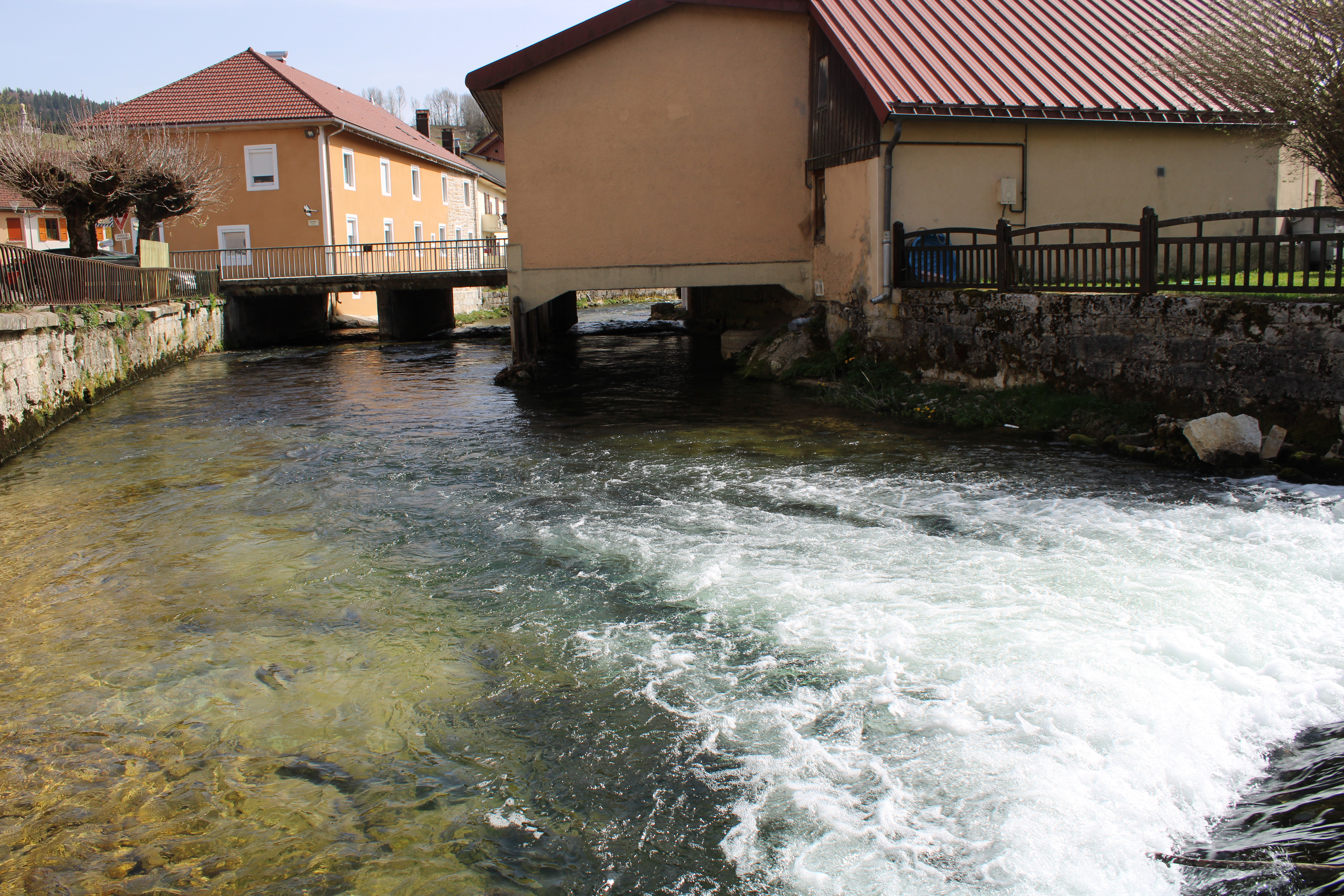
Pont sur la Saine et restaurant à Foncine-le-Haut.
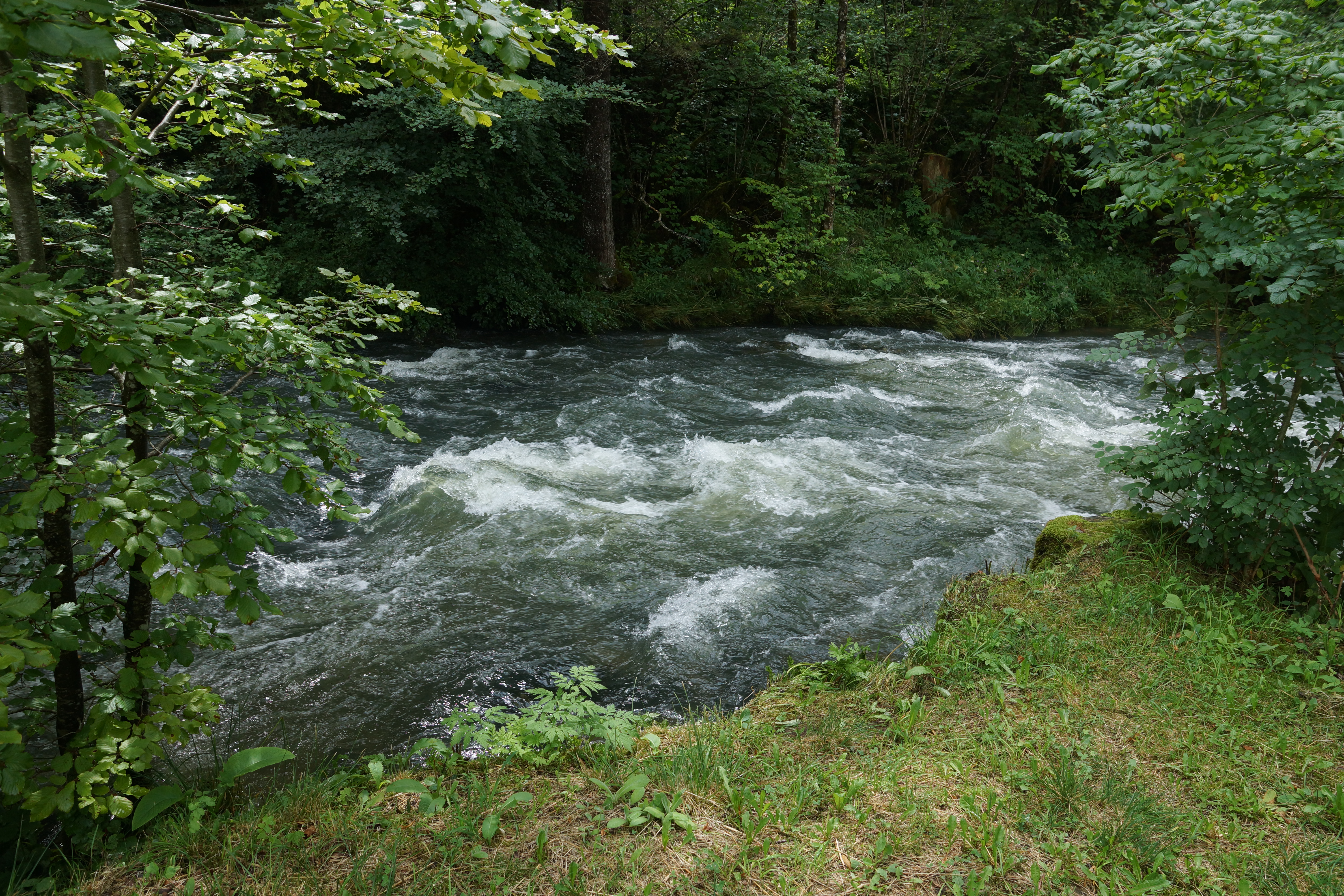
la Saine gonflée par des pluies[91].
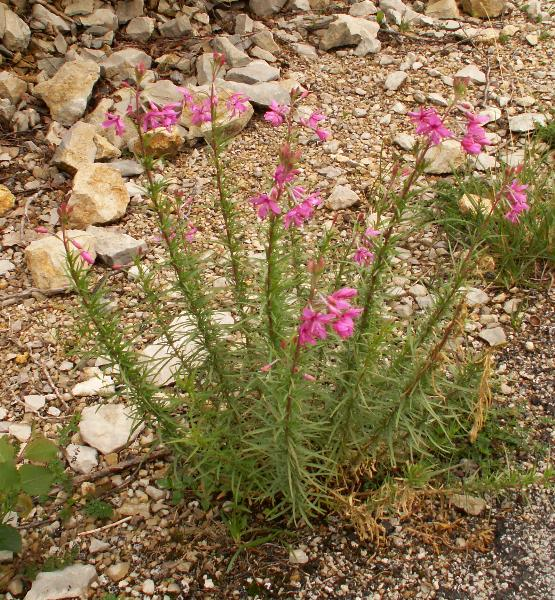
Epilobium dodonaei.

Autres :
- Pylône balisé de 130 m de haut[92].
- Le menhir[93] et le pont romain[94].
- Médiathèque[95],[96].
- Salle des fêtes.
- Central cinéma[97],[98].

## Personnalités liées à la commune
- André Monnier (1926-2023), sauteur à ski français, y est né.
- Sylvain Guillaume : 2e du combiné nordique aux Jeux olympiques d'hiver de 1992 à Albertville, il est arrivé juste derrière son ami Fabrice Guy qui lui est originaire de Mouthe.
- Les horlogers de Foncine (voir en Bibliographie ci-après)[99] :
  - Éric Coudray[100]
  - Les "Horlogeurs" de Foncine : Jean-Marie FUMEY et son frère Joseph.
  - Les Mayet et l'horlogerie, les membres de la famille FUMEY, les DACLIN, les JEANNIN, les PETETIN, Jean-Marie FUMEY.
  - Armand-François Collin, Château Père et Fils.
  - Horloge Château Frères - Foncine-le-Haut - Notre-Dame de Paris
  - L'horloge monumentale située à l’aplomb de la flèche de la Cathédrale Notre-Dame de Paris, fabriquée en 1867 par les ateliers Collin-Wagner.
  - L’horloge fabriquée par l'atelier jurassien de Foncine-le-Haut Collin-Wagner a disparu dans le brasier mais un modèle similaire a été retrouvé dans une église parisienne, par Voix du Jura, hebdomadaire d'information régionale